# Abadia de Thelema
Abadia de Thelema, foi um templo e comunidade de telemitas (praticamentes de Thelema), fundada por Aleister Crowley, e Leah Hirsig em Cefalù, na Itália, em 1920.

## Fundação e decadência
Crowley, encontrou inspiração para a nomenclatura do templo, na sátira de François Rabelais (sob o pseudônimo, Alcofribas Nasier), Gargântua e Pantagruel (c.1542), onde Rebelais descreve uma Abadia de Thelema, na qual os habitantes gozavam de liberdade. Então, Crowley procurou um imóvel adequado em Cefalù, na Itália, em 1920, levando consigo sua esposa Leah Hirsig, sua filha, e a sua amante, Ninette Shumway.

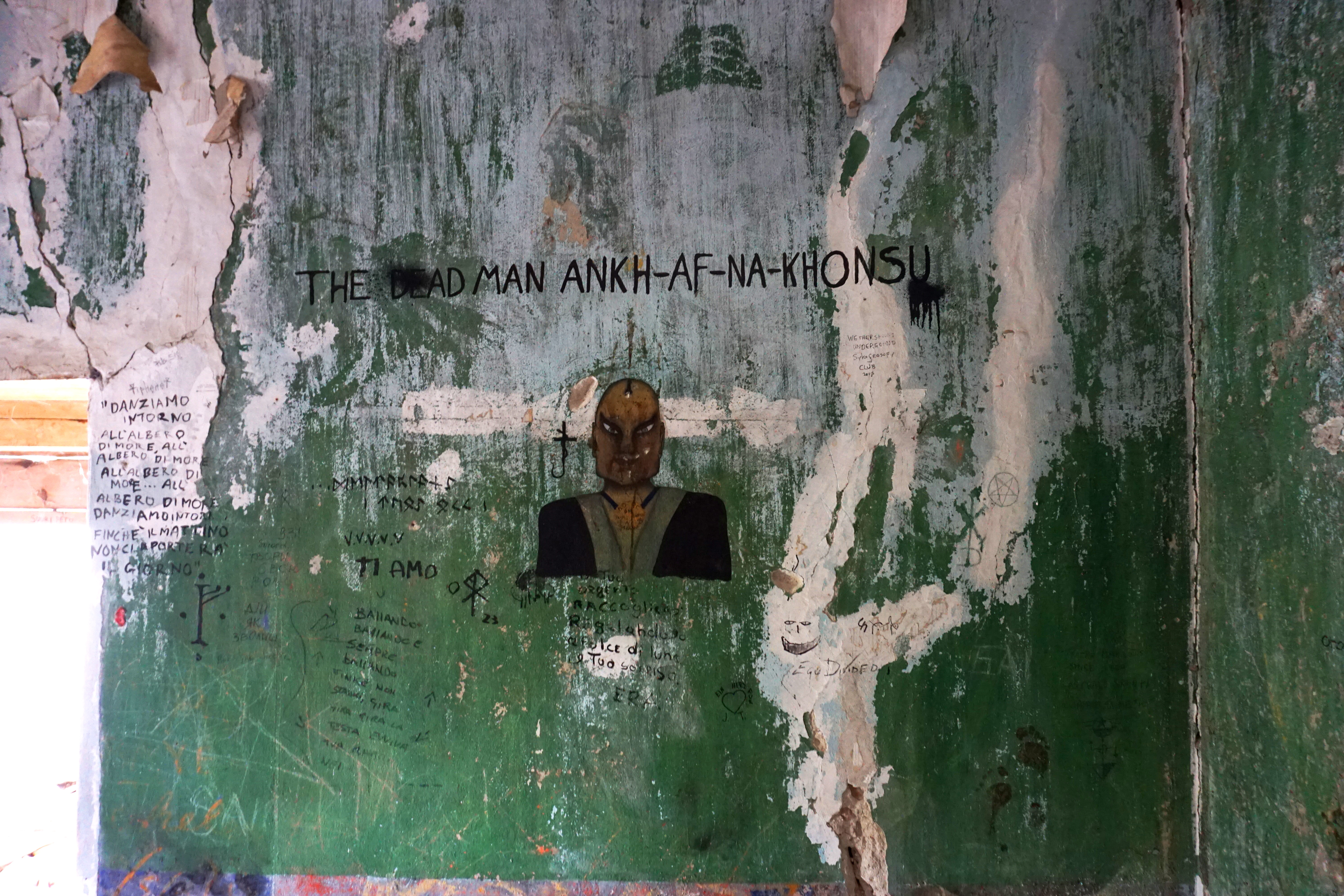
Um dos murais da Abadia.

Crowley encomendou centenas de pinturas a óleo da França para ornamentar as paredes da Abadia com os quadros, e também preencheu quase cada centímetro com deuses e símbolos Thelêmicos. Ele foi influenciado pelo artista pós-impressionista Paul Gauguin, que também pintou todo o interior de sua casa no Taiti com murais alegóricos.
Seguindo pela porta da frente, havia o salão principal onde, Aleister fez um grande círculo mágico no chão, semelhante ao pentagrama invertido, porém com divindades Thelêmicas e afins. Lá era onde todos os rituais eram realizados, incluindo ofertas de sacrifícios.
O "La Chambre des Cauchemars", que significa "A Câmara dos Pesadelos" foi como era chamado o quarto onde Aleister dormia. Lá havia pinturas de demônios, cobras sagradas e outros símbolos Thelêmicos.
Pessoas abastadas passaram a frequentar o local, permitindo-as de usufruir de total liberdade como numa comunidade autônoma e similar a um anarquismo, onde também poderiam usar drogas e praticar suas crenças.

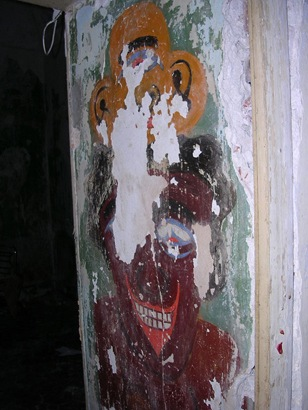
O ciclope feito por Aleister Crowley.

Pela falta de organização da Abadia, não havia saneamento básico ou higiene no local. Como consequência, sua filha recém nascida com Leah Hirsig veio a falecer. A presença de animais era frequente, consequentemente levando com eles doenças. É afirmado que alguns rituais envolviam o consumo de sangue de natureza animal (sacrifício animal), e que em certo momento praticaram zoofilia com uma cabra, em nome de Pã.
Após a morte de um dos membros após o mesmo ter consumido sangue de gato, os membros da Abadia foram deportados por Benito Mussolini.

## Estado atual

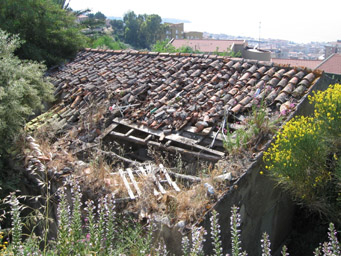

O local permanece de pé, porém foi vendida entre os anos de 2010 e 2011, e sua visitação passa a ser proibida. No interior está pinturas baseadas nos motivos thelemitas e o teto está desabando.